# トントウィ・アフマド
トントウィ・アフマド（英語: Tontowi Ahmad 、1987年7月18日 - ）はインドネシアの男子バドミントン選手。中部ジャワ州出身。2016年リオデジャネイロオリンピックの混合ダブルス金メダリスト。

## 経歴
混合ダブルスで主にリリヤナ・ナトシールとペアを組んで、リオデジャネイロ五輪、世界選手権、全英オープンなどで優勝している。